# Pakembinangun
Pakembinangun is een bestuurslaag in het regentschap Sleman van de provincie Jogjakarta, Indonesië. Pakembinangun telt 6647 inwoners (volkstelling 2010).